# Jurisdicción de Lara
Jurisdicción de Lara ist eine zur bevölkerungsarmen Region der Serranía Celtibérica gehörende Gemeinde (municipio) mit insgesamt nur noch 41 Einwohnern (Stand: 2024) in der nordspanischen Provinz Burgos in der Autonomen Gemeinschaft Kastilien-León. Der Hauptort der historisch für die Geschichte Kastiliens und somit letztlich ganz Spaniens bedeutsamen Gemeinde ist Lara de los Infantes; außerdem gehören noch die Weiler (pedanías) La Aceña, Paúles und Vega de Lara dazu. Der Hauptort liegt am Camino del Cid.

## Lage und Klima
Die Gemeinde Jurisdicción de Lara liegt im Quellgebiet mehrerer Bäche (arroyos) am westlichen Rand der Sierra de la Demanda in Höhen um die 1000 m. Die Provinzhauptstadt Burgos ist knapp 40 km in nordwestlicher Richtung entfernt. Das Klima ist gemäßigt bis warm; Regen (ca. 565 mm/Jahr) fällt hauptsächlich im Winterhalbjahr.

## Bevölkerungsentwicklung
| Jahr      | 1857 | 1900 | 1950 | 2000 | 2018 | 2022 |
| Einwohner | 564  | 530  | 396  | 66   | 33   | 40   |

Der deutliche Bevölkerungsrückgang seit dem Beginn des 20. Jahrhunderts ist im Wesentlichen auf die Mechanisierung der Landwirtschaft, die Aufgabe bäuerlicher Kleinbetriebe und den daraus entstandenen Mangel an Arbeitsplätzen auf dem Lande und speziell in den Bergregionen zurückzuführen.

## Wirtschaft
Grundlage der Selbstversorgungswirtschaft bildete seit jeher die Viehzucht (Schafe und Ziegen); der Ackerbau (Gerste und Weizen) spielte nur eine untergeordnete Rolle. Aus der Milch der Tiere wurde ein haltbarer Käse hergestellt, der sich manchmal auf den Märkten der weit entfernten Städte verkaufen ließ. Ähnliches gilt für die Schafswolle, die jedoch auch für die Herstellung der eigenen Kleidung benötigt wurde; aus den Ziegenhaaren wurden Seile etc. geflochten. Mittlerweile spielen der Tages- und Wochenendtourismus sowie die Vermietung von Ferienhäusern (casas rurales) eine bedeutende Rolle im Wirtschaftsleben der Gemeinde.

## Geschichte

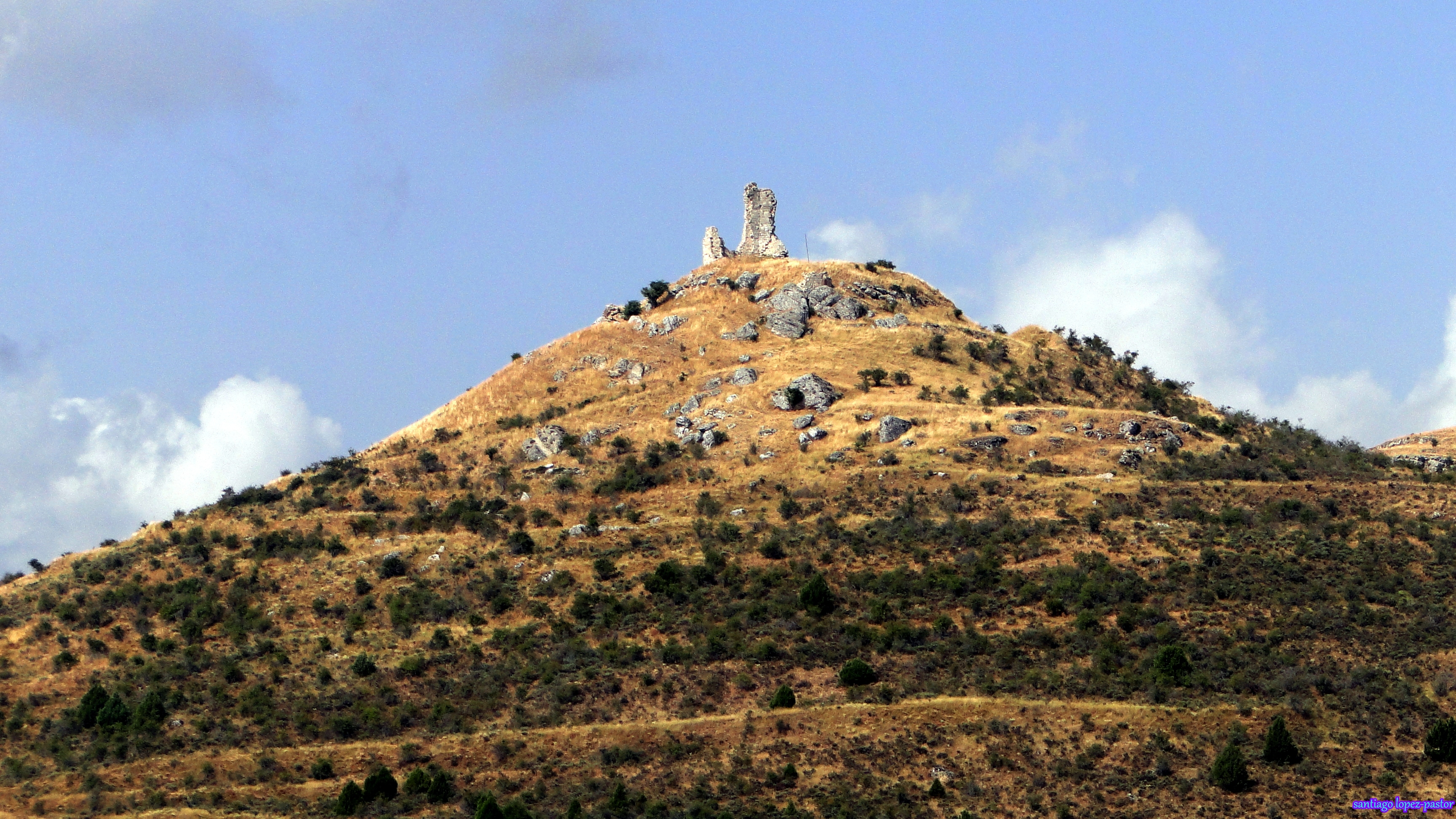
Castillo de Lara

Kleinfunde aus keltischer und römischer Zeit wurden auf dem Gemeindegebiet gemacht; aus westgotischer Zeit stammt die 4 km westlich gelegene Kirche Santa María de Quintanilla de las Viñas. Von der Anwesenheit der Mauren fehlen jegliche archäologische Zeugnisse. Die Gegend wurde wahrscheinlich bereits Ende des 9. Jahrhunderts vom Grafen Diego Rodríguez Porcelos zurückerobert (reconquista). Die wahrscheinlich im Rahmen der Wiederbesiedlung (repoblación) erfolgte Gründung von Lara erfolgte wohl Anfang des 10. Jahrhunderts durch seinen späteren Nachfolger Fernán González. Im 12. Jahrhundert erhielt Lara von Alfons VII. einen eigenen Rechtsbrief (fuero) zuerkannt – ein deutlicher Hinweis auf die damalige Bedeutung des Ortes. Den Zusatz „de los Infantes“ erhielt der Ort erst im ausgehenden Mittelalter in Erinnerung an die teilweise legenhaften Erzählungen von den „Sieben Infanten von Lara“, die von Almansor, dem Anführer der Mauren in der Zeit um das Jahr 1000 enthauptet worden sein sollen; ihre sieben Köpfe wurden angeblich im Jahr 1579 in der Kirche Santa María in Salas de los Infantes entdeckt.

## Sehenswürdigkeiten

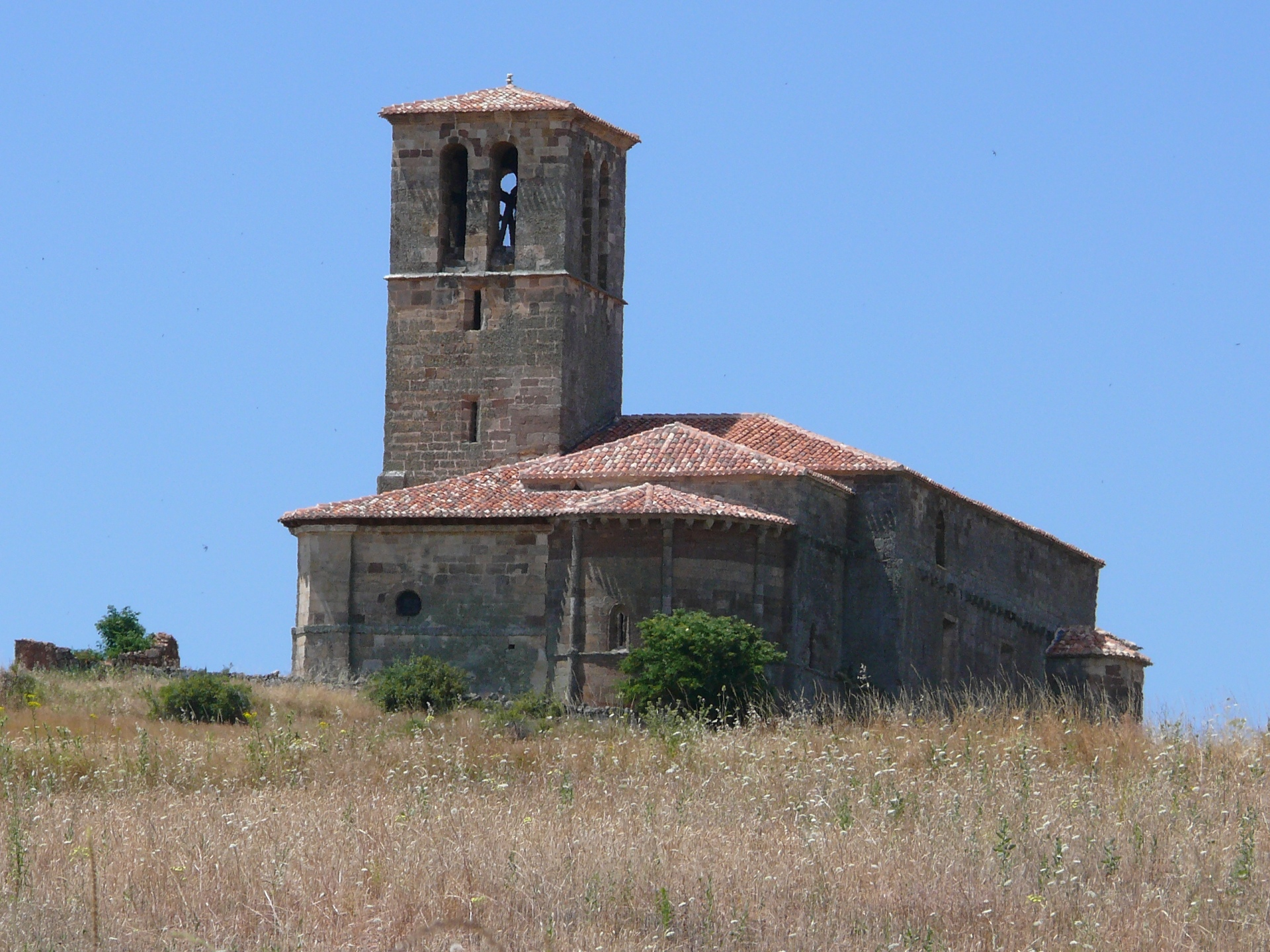
Iglesia de Lara

- Die im 16. Jahrhundert weitgehend neugebaute Iglesia de Nuestra Señora de la Natividad ist der Geburt Mariens geweiht und enthält noch einige Architekturelemente früherer Zeiten. Die Apsis ist eindeutig romanisch, wohingegen das Portal in gotischen Stilformen errichtet ist. Der mächtige, aber schmucklose Glockenturm (campanario) verweist sogar auf eine Bauzeit im 17. oder 18. Jahrhundert.[7][8]
- Eine angeblich bereits in römischer Zeit genutzte Quelle (fuente romana) findet sich nur etwa 200 m außerhalb des Ortes.[9]

Umgebung
- In der 2 km westlich des Ortes auf einer Bergkuppe gelegenen Burg Castillo de Lara de los Infantes soll um das Jahr 910 Fernán González, der eigentliche Gründer Kastiliens, geboren worden sein; die exakt behauenen Steine der Außenwände weisen jedoch auf Restaurierungen in späterer Zeit hin. Heute stehen nur noch wenige Mauerreste.[10]